# Nico Porteous
Nico Porteous, född 23 november 2001, är en nyzeeländsk freestyleåkare.
Porteous tävlade för Nya Zeeland vid olympiska vinterspelen 2018 i Pyeongchang, där han vann brons i halfpipe.